# Brave (Album)
Brave (englisch für „Mutig“) ist das siebte Studioalbum der britischen Progressive-Rock-Band Marillion. Es wurde im Februar 1994 veröffentlicht und ist das dritte Konzeptalbum Marillions. Zwischen 1997 und 1999 veröffentlichte EMI die unter ihrem Label entstandenen Marillion-Alben als 24-Bit Digital Remaster 2-Disc Version.

## Entstehung
Konfrontiert mit einigen losen Ideen der Band für das neue Album erinnerte sich Steve Hogarth an einen Radiobericht über ein Mädchen, das scheinbar orientierungslos auf der Severn-Brücke aufgegriffen wurde. Da das Mädchen nicht sprach, wandten sich die Behörden an die Öffentlichkeit, um ihre Identität zu klären. Hogarth: „Ich hörte das und dachte, das wäre eine großartige erste Seite einer Mystery-Story.“ Hiervon ausgehend entwickelte die Band eine Geschichte über das Leben dieses Mädchens und zog dazu nach Frankreich in Miles Copelands Chateau Marouatte in der Dordogne.

## Titelliste
1. Bridge – 2:52
2. Living with the Big Lie – 6:46
3. Runaway – 4:41
4. Good bye to All That – 12:26
  - I. Wave
  - II. Mad
  - III. The Opium Den
  - IV. The Slide
  - V. Standing in the Swing
5. Hard as Love – 6:42
6. The Hollow Man – 4:08
7. Alone Again in the Lap of Luxury – 8:13
  - I. Now Wash Your Hands
8. Paper Lies – 5:49
9. Brave – 7:54
10. The Great Escape – 6:29
  - I. The Last of You
  - II. Falling from the Moon
11. Made Again – 5:02

Titelliste der Bonus-CD 
1. The Great Escape (Orchestral Version) – 5:18
2. Marouatte Jam – 9:44
3. The Hollow Man (Acoustic) – 4:10
4. Winter Trees – 1:47
5. Alone Again in the Lap of Luxury (Acoustic) – 2:43
6. Runaway (Acoustic) – 4:27
7. Hard as Love (Instrumental) – 6:48
8. Living with the Big Lie (Demo) – 5:12
9. Alone Again in the Lap of Luxury (Demo) – 3:17
10. Dream Sequence (Demo) – 2:36
11. The Great Escape (Spiral Remake) – 5:48 (+ Hidden Track nach 26 Minuten Stille) [3]

## Veröffentlichung auf Vinyl
Durch die Compact Disc waren Vinylschallplatten immer mehr verdrängt worden. In sehr kleinen Stückzahlen wurden diese jedoch immer noch von vielen Künstlern veröffentlicht. So waren auch alle Alben von Marillion auf Vinyl erschienen. Sich der Tatsache bewusst, dass Schallplatten im Wesentlichen nur noch von Liebhabern gekauft wurden, wollten Marillion diesem kleinen Kreis etwas Besonderes bieten. Entgegen der CD-Produktion, die mit Made Again ein versöhnliches Ende findet, befindet sich auf der 4. Seite der Schallplatte eine weitere Nadelrille, in der The Great Escape kein gutes Ende nimmt. Hier folgt statt made again auch nur noch das Wassergeplätscher des Severn mit dem das Album auch beginnt. Diese Version von The Great Escape wurde als Single-CD und später auf der Bonus-CD des Remasterings als Spiral Remake veröffentlicht.

## Singleauskopplungen
Als erste Single wurde im Januar 1994 The Great Escape mit der B-Seite Made Again veröffentlicht, ohne dass Chartplätze erreicht wurden. Die zweite Single The Hollow Man, im März 1994 erschienen, mit den B-Seiten Brave/The Great Escape (instrumental)/Winter Trees (instrumental) erreichte Platz 30 der UK-Charts. Die dritte Single Alone Again in the Lap of Luxury mit der B-Seite Living with the Big Lie wurde im April 1994 veröffentlicht und erreichte Platz 53 der UK-Charts.

## Verfilmung
Richard Stanley verfilmte die Geschichte des Konzeptalbums. Das Video erschien im Jahr 1995, die DVD-Version wurde im Jahr 2004 veröffentlicht.